# Comuna Nestoita, Bârzula
Nestoita (în ucraineană Нестоіта) este o comună în raionul Bârzula, regiunea Odesa, Ucraina, formată din satele Culina Nouă, Nestoita (reședința) și Romanivka.

## Demografie
Componența lingvistică a comunei Nestoita
     Ucraineană (78,9%)
     Română (18,47%)
     Rusă (2,49%)
     Alte limbi (0,1%)
Conform recensământului din 2001, majoritatea populației comunei Nestoita era vorbitoare de ucraineană (78,9%), existând în minoritate și vorbitori de română (18,47%) și rusă (2,49%).